# Алан (Балтасинский район)
Ала́н (тат. Алан) — деревня в Балтасинском районе Республики Татарстан. Входит в состав Бурбашского сельского поселения.

## География
Деревня расположена в верховьях реки Бурец, в 17 км к востоку от районного центра (посёлка городского типа Балтаси). Абсолютная высота — 131 метр над уровнем моря.

## История
Деревня была основана в 1788 году (по другим сведениям, в 1808 г.) переселенцами из находящегося неподалёку села Янгулово. Первоначально деревня называлась Сардыгербаш. До середины XIX века население деревни относилось к категории государственных крестьян. Традиционные занятия жителей в этот период — земледелие и скотоводство, были распространены рогожный, лапотный и кирпичный промыслы.
В «Списке населённых мест Российской империи», изданном в 1876 году по сведениям 1859 года, населённый пункт упомянут как казённый починок Сардыгербаш 3-го стана Малмыжского уезда Вятской губернии. Располагался при речке Аланке, по правую сторону Сибирского почтового тракта, в 30 верстах от уездного города Малмыжа и в 20 верстах от становой квартиры в казённом селе Цыпья. В деревне, в 21 дворе проживали 149 человек (72 мужчины и 77 женщин).
В 1880 году в деревне была построена мечеть (в 1940 г. разрушена), с конца XIX века при мечети работало медресе. В начале XX века функционировала мельница (XIX в., сохранилась). В этот период земельный надел сельской общины составлял 413 десятин.
Вплоть до 1920 года деревня входила в Янгуловскую волость Малмыжского уезда Вятской губернии. В период с 1920 года по 10 августа 1930 в составе Арского кантона Татарской АССР. С 10 августа 1930 года по 22 июля 1939 в составе Кукморского района. С 22 июля 1939 года по 1 февраля 1963 года в составе Балтасинского района. В период с 1 февраля 1963 года по 12 января 1965 деревня входила в состав Арского района. С 12 января 1965 года деревня является частью Балтасинского района.
В 1929 году в деревне был организован колхоз «Берек», с 1950 года в составе колхоза «Яна тормыш». В 1979 году организован пчелосовхоз «Алан», в 1997 году колхоз преобразован в крестьянское (фермерское) хозяйство «Алан», с 2008 года ООО «Бурбаш».
В 1959 году жители деревни пережили большой пожар.

## Население
| 1788 | 1834 | 1884 | 1926 | 1949 | 1958 |
| ---- | ---- | ---- | ---- | ---- | ---- |
| 32   | ↗100 | ↗201 | ↗445 | ↗504 | ↘396 |
| 1970 | 1979 | 1989 | 2000 | 2010 |      |
| ↗553 | ↗562 | ↘448 | ↗562 | ↗574 |      |

| 1859 | 2015 |
| ---- | ---- |
| 149  | 562  |

Национальный состав деревни — татары.

## Экономика
Жители работают преимущественно в ООО «Бурбаш», занимаются полеводством, овощеводством, мясо-молочным скотоводством.

## Инфраструктура
В деревне имеется начальная школа — детский сад (с 1928 г. как начальная), дом культуры, библиотека (с 1940 г.), фельдшерско-акушерский пункт (открыт в 1940 г. как медпункт; с 2012 г. в здании многофункционального центра).

## Религия
Мечеть (с 1998 г.).